# IVY 〜アイビー〜
『IVY 〜アイビー〜』は、桃井はるこの11枚目のオリジナルアルバム。2010年9月15日にAKIHABA LOVE RECORDSから発売された。

## 音楽性
AKIHABA LOVE RECORDS設立後2枚目になる独自楽曲によるフルアルバム。
IVY（蔦）という表題は「蔦で覆われた様が今のインターネットに通じる所がある」との感覚から名付けられている
。
表題曲の「IVY 〜アイビー〜」は音楽活動において転機となった「LOVE.EXE」の路線に回帰しながらも、そこに止まらず、さらにその先を行く曲として構想され、「「私はこうやって生きていく」という指針を表明し、また、聴いて下さる皆さんの「見えない手錠を外す係」になったつもりで制作してきました。」と、かつて託された理想の世界を目指し、それぞれが今を生きるしがらみを脱ぎ捨て歩んで行こうと呼びかける曲になっている。
前半は「IVY」から始まり、「勝利の女ネ申☆」、「☆自演乙☆ソング2 〜世界編〜」と行動への開放とそれを応援する勢いのよい曲が並び、 中盤に入ると一転して恋に破れながらそれを乗り超えることのできない「The Wall 〜越えられない壁〜」、「永遠のオルスバン」と失恋歌が、続いて、それと絡んで、激しい踊りの中で2人の間の壁が壊れることを願う「Break down, Break dance!」、「Mail Me」時代の作風・歌唱を髣髴とさせる「E.S.P. 〜Thanks to Mamichan〜」、「music as muse」という構成になっている。
またライブツアーは「Mail Me」でのデビュー以来、音楽活動10周年記念ということで、「IVY ツアーファイナル＆10th Anniversary !!」として行われ、「量より質のライブにしたい」とライブハウス中心の展開となった。それを収録した映像は、2011年3月2日発売のシングル「夜明けのサンバ」付属のDVDに収められている。

## 収録曲
- 全作詞・作曲：桃井はるこ

1. IVY 〜アイビー〜
編曲：古川竜也
2. Kiss! Kiss! Kiss! 
編曲：奥山明
3. 勝利の女ネ申☆
編曲：Haraddy
  - 「ニコニコ動画」サッカー特番イメージソング
4. SWEET☆CANDY
編曲：齋藤真也
  - PCゲーム『Candy Doll』主題歌
5. ☆自演乙☆ソング2 〜世界編〜
編曲：桃井はるこ
  - プロレスラー長島☆自演乙☆雄一郎テーマソング
6. The Wall 〜越えられない壁〜
編曲：山田貢司
7. 永遠のオルスバン
編曲：久米由基
  - アニメ『ゆるめいつ は?』エンディングテーマ
8. Break down, Break dance! 
編曲：Haraddy
9. E.S.P. 〜Thanks to Mamichan〜
編曲：桃井はるこ
  - 『エスパー魔美』トリビュートソング
10. music as muse
編曲：Haraddy
  - PCゲーム『KISS×600 管理人さんのポニーテール』オープニングテーマ